# معهد اللغة الروسية

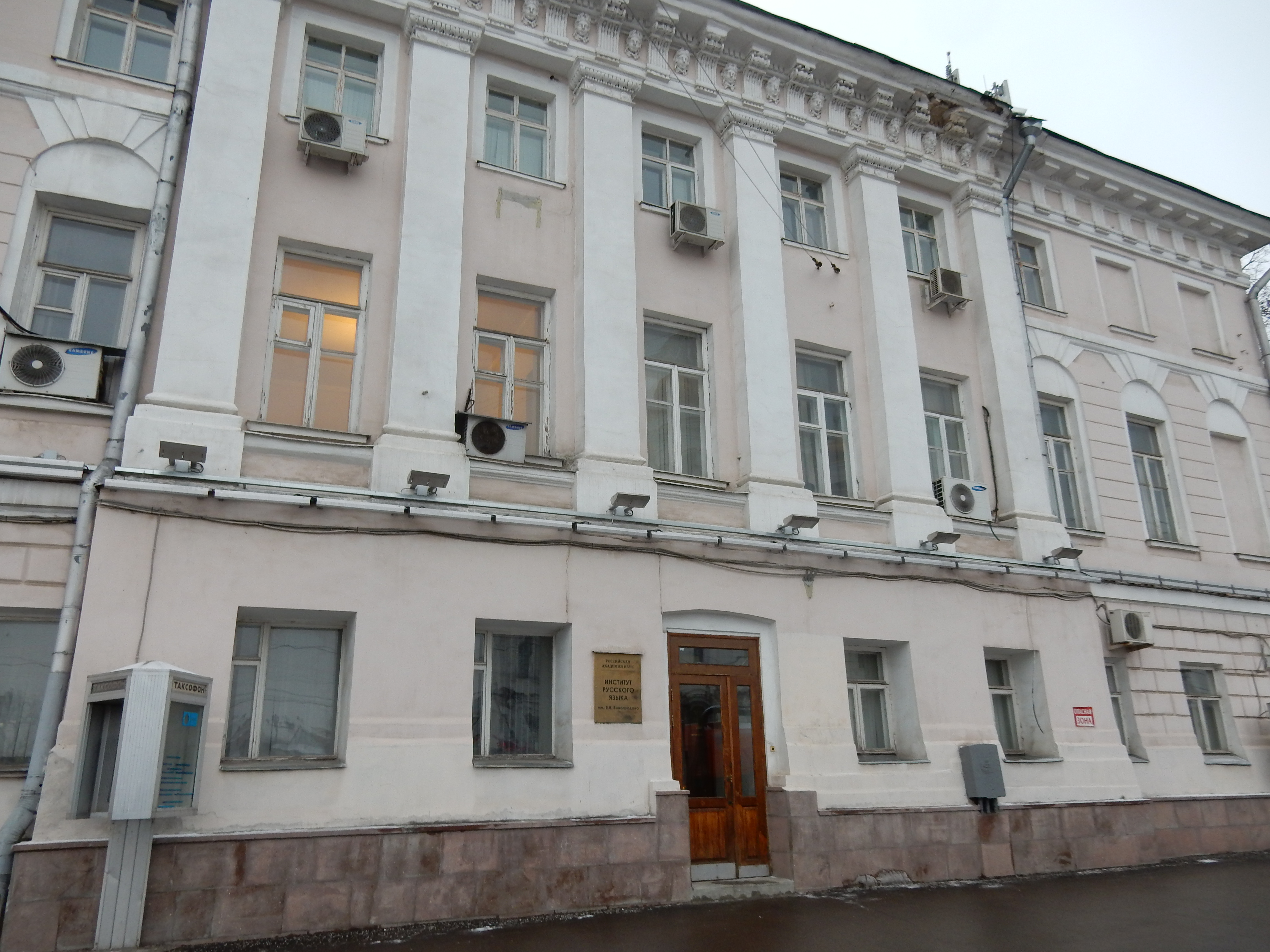
مبنى معهد اللغة الروسية في شارع فولخونكا بموسكو.

معهد ف.ف. فينوغرادوف للغة الروسية التابع للأكاديمية الروسية للعلوم (بالروسية: Институт русского языка имени В. В. Виноградова РАН)‏، هو منظم اللغة الروسية. يقع مقره في موسكو وهو جزء من الأكاديمية الروسية للعلوم. تأسست عام 1944 وسميت على اسم فيكتور فينوغرادوف. تشمل أنشطتها تقييم ابتكارات الكلام مقارنة بمعايير الكلام وتدوين اللغة في الأدب الروسي. تضمنت مخرجاتهم من هذه المساعي قواميس ودراسات ومجموعات كمبيوتر وقواعد بيانات، بالإضافة إلى مكتبة موسيقية روسية تاريخية كبيرة. كما أنها توفر خدمة مرجعية للغة الروسية. ينشر المعهد ثلاثة عشر مجلة أكاديمية. بالإضافة إلى ذلك، نشر المعهد 22 كتابًا علميًا في عام 2013 و 27 كتابًا في عام 2012، والعديد منها في السنوات السابقة.

## المجلات الأكاديمية والكتب السنوية والدوريات
ينشر معهد اللغة الروسية أو يشارك في نشر العديد من المجلات والدوريات الأكاديمية:(1)

### اللغة الروسية في ضوء علمي
اللغة الروسية في ضوء علمي (بالروسية: Русский язык в научном освещении) هي مجلة بحثية نصف سنوية تتم مراجعتها من قِبل الأقران ويتم نشرها بالاشتراك مع لغات الثقافات السلافية منذ عام 2001. وافق الفهرس المرجعي الأوروبي للعلوم الإنسانية والاجتماعية (ERIH) على المجلة في عام 2011 وفقًا لمعايير ERIH. تدعي صفحة المجلة على موقع معهد اللغة الروسية تصنيفها من الفئة "B" من ERIH. تتوفر إصدارات المجلة التي لا يقل عمرها عن عامين في نسخة مطبوعة كاملة من نفس الموقع.(2)

### السؤال الروسي
السؤال الروسي (بالروسية: Русская речь) هي مجلة علمية شهيرة نصف شهرية باللغة الروسية، ويتم نشرها بالاشتراك مع المؤسسة الثقافية الروسية. بدأ النشر في عام 1967 وما زال مستمراً حتى الوقت الحاضر. الأعداد السابقة متاحة مجانًا على موقع المجلة.

### مشاكل التسميات*
مشاكل التسميات (بدلاً من ذلك، أسئلة التسميات، بالروسية: Вопросы ономастики) هي مجلة أكاديمية نصف سنوية تتم مراجعتها من قِبل الأقران وتغطي أصل الكلمة. تم نشرها بشكل مشترك من قِبل مطبعة جامعة الأورال ومعهد اللغة الروسية منذ عام 2004 ويستمر في نشر مجموعة دورية تحمل اسمًا من المقالات، مشاكل التسميات، بعنوان مشاكل علم الطبولوجيا حتى عام 1972، تم تحريره في سفيردلوفسك من عام 1962 إلى عام 1991. جميع الأعداد من التجسيد السابق والأعداد السابقة القديمة من مشاكل التسميات الحالية متاحة على موقع المجلة على الإنترنت.

### مشاكل اللغويات
تم نشر مشاكل اللغويات (بالروسية: Вопросы языкознания) كمجلة أكاديمية نصف شهرية منذ عام 1952 من قِبل قسم العلوم التاريخية والفلسفية ومعهد اللغة الروسية التابع لأكاديمية العلوم الروسية. وفقًا لصفحة الناشر، تمت مراجعة المجلة من قِبل الأقران وتم إدراجها في فهرس الاقتباس الروسي، SCOPUS، «ولديها أعلى تصنيف [INT1] من الفهرس المرجعي الأوروبي للعلوم الإنسانية (ERIH).»(2)

### وقائع الأكاديمية الروسية للعلوم.سلسلة الأدب واللغة
وقائع الأكاديمية الروسية للعلوم. سلسلة الأدب واللغة (بالروسية: Известия Российской Академии наук. Серия литературы и языка) يستمر نشرها اعتبارًا من أغسطس 2014، على الرغم من تغيير اسم المجلة عدة مرات، وكذلك السلطة الحاكمة المسؤولة عن الإشراف على النشر. بدءًا من المجلد 10، الذي يغطي الفترة من 1861 إلى 1863، تتوفر جميع الأعداد على موقع المجلة الإلكتروني، ممسوحة ضوئيًا من النسخ الأصلية، حتى عام 1998، المجلد 7. يمكن الوصول إلى القضايا الحالية من خلال قاعدة بيانات الأكاديمية الوطنية للعلوم «الأدب والفولكلور الروسي» (ESF) على الإنترنت.

#### تاريخ أسماء المجلة
1852-1863 وقائع الأكاديمية الإمبراطورية للعلوم في قسم اللغة الروسية وآدابها
1896-1916 وقائع قسم اللغة الروسية وآدابها بالأكاديمية الإمبراطورية للعلوم
1917-1927 وقائع قسم اللغة الروسية وآدابها في الأكاديمية الروسية للعلوم
1928-1930 وقائع اللغة الروسية وآدابها
1928-1938 وقائع أكاديمية العلوم في اتحاد الجمهوريات الاشتراكية السوفياتية. قسم العلوم الاجتماعية
1940-1963 وقائع أكاديمية العلوم في اتحاد الجمهوريات الاشتراكية السوفياتية. قسم الآداب واللغة
1963-1991 وقائع أكاديمية العلوم في اتحاد الجمهوريات الاشتراكية السوفياتية. سلسلة الأدب واللغة
1992 -... وقائع الأكاديمية الروسية للعلوم. سلسلة الأدب واللغة

### علم أصول الكلمات
علم أصل الكلمة (بالروسية: Этимология) هو كتاب سنوي يمثل مجموعة المقالات المنشورة على موقع الويب etymolog.ruslang.ru، وهو موقع ويب تابع للناشر.

### الأطلس اللغوي السلافي*
يمثل الأطلس اللغوي السلافي (بالروسية: Общеславянский лингвистический атлас) العمل مستمر، بدءًا من عام 1958، مع إصدار العديد من التقارير المرحلية الدورية على مدى العقود التالية. الأطلس هو منشور مستمر، مع تحديثات مستمرة، ويصدر في سلسلتين: الأولى تغطي المفردات، وتكوين الكلمات، والدلالات، بينما تغطي الثانية القواعد النحوية والصوتية وعلم الأصوات. يتم إصدار التحديثات ككتب ودراسات حسب ما تمليه الأبحاث. جميع المواد متاحة على الإنترنت على موقع الناشر.

### التسلسل الزمني اللغوي وتاريخ اللغة الروسية
التسلسل الزمني اللغوي وتاريخ اللغة الروسية (بالروسية: Лингвистическое источниковедение и история русского языка) هي مجلة بحثية تصدر كل عام إلى ثلاث سنوات، بدءًا من عام 2000. تم إصدار أربعة عشر إصدارًا سابقًا تحت أسماء مختلفة خلال الحقبة السوفيتية، من عام 1963 حتى عام 1991. جميع الأعداد متاحة على الإنترنت على موقع الناشر.

### الكتب السنوية والدوريات الأخرى
- مشاكل الصوتيات (Проблемы фонетики)
- اللغة الروسية اليوم (Русский язык сегодня)
- قضايا الكلام الثقافية (Вопросы культуры речи)
- الآية السلافية (Славянский стих)
- المواد والأبحاث حول اللهجات الروسية (Материалы и исследования по русской диалектологии)